# 七尾車站
七尾車站（日语：／ Nanao eki */?）是一位於日本石川縣七尾市御祓町，由西日本旅客鐵道（JR西日本）與地方第三部門鐵路業者能登鐵道（のと鉄道）所共用的鐵路車站。七尾車站是JR西日本所經營的地方交通鐵路線——七尾線，與能登鐵道所屬、同名的七尾線之銜接車站。由於站址就位於七尾市市中心地區，因此除了是當地的主車站外，也是大阪、名古屋等地區所發車的特急列車進入能登地區的主要門戶。

## 歷史
七尾車站原本只是JR七尾線沿線的中途站之一，但在1991年時七尾線進行部分路段的電氣化升級，因此以該站為界線，七尾線被拆分成兩個不同的營運系統。其中JR西日本負責電氣化路段（包括七尾以南的主線與以北、原本通往和倉溫泉的支線）的營運，而七尾以北、沒有進行電氣化的路段，則移交給第三部門鐵路業者能登鐵道經營。雖然兩家業者所經營的路線皆保留了原本的「七尾線」之名，但除了七尾至和倉溫泉間的路段是由兩家業者共用之外，兩家業者的列車並不會駛入對方所屬的同名路線中。且值得一提的是，JR西日本所屬的七尾線普通列車是以七尾作為終點站，僅有特急列車會繼續行駛至和倉溫泉，相反的，能登鐵道七尾線上所行駛的普通列車，反而是以和倉溫泉作為折返點。因此持日本鐵路周遊券（JR Pass）或青春18車票等週遊券搭乘普通車到七尾車站後，可直接憑原票搭乘能登鐵道的列車到和倉溫泉車站，不需再補七尾至和倉溫泉間的票價。

## 車站結構

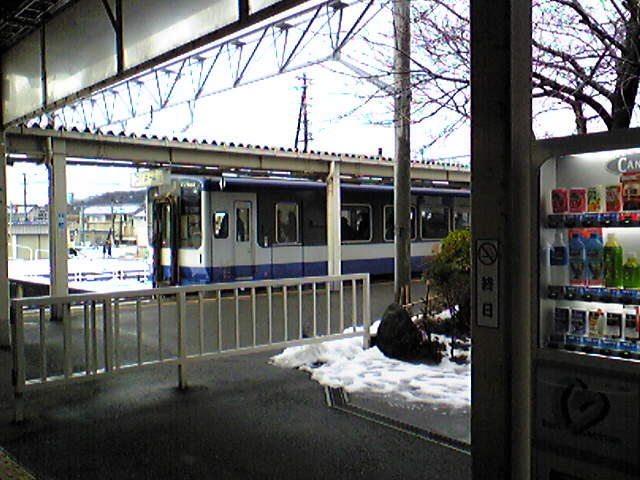
能登月台

地面車站，設有混凝土建造的2層的站舍。月台為2面4線，JR使用側式月台1面1線與島式月台1面2線（電氣化），能登鐵道使用接鄰側式月台的切欠式月台1面1線（非電氣化）。側式、島式月台之間以跨線天橋聯絡。站構內西側設有七尾鐵道部的車輛留置線，定為夜間滯泊。

### 月台配置
| 月台           | 路線     | 方向     | 目的地             | 備註                                                     |
| JR七尾線       | JR七尾線 | JR七尾線 | JR七尾線           | JR七尾線                                                 |
| -------------- | -------- | -------- | ------------------ | -------------------------------------------------------- |
| 1              | ■七尾線  | 上行     | 津幡、金澤方向     | 特急、普通                                               |
| 1              | ■七尾線  | 下行     | 往和倉溫泉         | 只限特急                                                 |
| 2              | ■七尾線  | 上行     | 津幡、金澤方向     | 主要為普通                                               |
| 2              | ■七尾線  | 下行     | 往和倉溫泉         | 只在新娘暖簾運行日「能登篝火3號」、「新娘暖簾3號」時停靠 |
| 3              | ■七尾線  | 下行     | 往和倉溫泉         | 主要此站為總站的普通                                     |
| 能登鐵道七尾線 |          |          |                    |                                                          |
| 能登           | ■七尾線  | 下行     | 和倉溫泉、穴水方向 | 只限普通                                                 |

## 利用情形
七尾站的JR西日本、能登鐵道平均一日使用人數合計約為1,790人。
歷年日均旅運人次：
- JR西日本
  - 2003年度（平成15年度） 1,362人
  - 2004年度（平成16年度） 1,323人
  - 2005年度（平成17年度） 1,294人
  - 2006年度（平成18年度） 1,242人
  - 2007年度（平成19年度） 1,230人
- 能登鐵道
  - 2001年度（平成13年度） 958人
  - 2002年度（平成14年度） 757人
  - 2003年度（平成15年度） 716人
  - 2004年度（平成16年度） 701人
  - 2005年度（平成17年度） 585人
  - 2006年度（平成18年度） 645人
  - 2007年度（平成19年度） 560人

## 相鄰車站
※特急「雷鳥」「能登篝火」「花嫁暖簾號列車」的相鄰停靠站參見列車條目。
西日本旅客鐵道（JR西日本）
■七尾線
德田－七尾－和倉溫泉
- 但是，七尾站－和倉溫泉站之間作為JR線只限特急運行。

能登鐵道
七尾線
七尾－和倉溫泉

### 曾經存在的路線
日本國有鐵道
七尾線貨物支線（七尾港線）
七尾－七尾港

## 外部連結
- 七尾站（JR西日本）（页面存档备份，存于）
- 七尾站（能登鐵道）
- 七尾駅前時刻表 - 北陸鐵道（北鐵能登巴士）
- 七尾市［巴士時刻表］